# Tiberio Julio Cándido Mario Celso
Tiberio Julio Cándido Mario Celso (en latín: Tiberius Julius Candidus Marius Celsus) fue un senador romano que vivió a finales del siglo I y comienzos del siglo II, y desarrollo su carrera durante los imperios de Vespasiano, Tito, Domiciano, Nerva, y Trajano. Fue dos veces cónsul: la primera en el año 94 como Cónsul sufecto junto a Sexto Octavio Frontón y la segunda en el año 105 como Cónsul ordinario junto a Gayo Ancio Aulo Julio Cuadrato. Fuentes contemporáneas, como los Fasti Ostienses, los Acta Arvalia y una carta de Plinio el Joven se refieren a él como Tiberio Julio Cándido.

## Orígenes y nombre
Ronald Syme sostiene que Cándido, aunque se sugiere que es originario de la Galia Narbonensis, era de hecho de Asia Menor, ya la parte "Tiberio Julio" de su nombre sugiere que un antepasado adquirió la ciudadanía romana entre los años 4 y 37 bajo el emperador Tiberio, "Por lo tanto, era pariente de un contemporáneo de Cándido: Tiberio Julio Celso Polemeano de Sardis, cónsul sufecto en 92." El resto del nombre de Cándido, "Mario Celso", Syme explica como evidencia que o nació como Mario Celso y fue adoptado por un Julio Cándido, o nació como Julio Cándido cuyo padre se casó con la familia de los Marios Celsos; Syme parece favorecer la última explicación. Olli Salomies expone la evidencia en su monografía sobre prácticas de denominación romana, pero no proporciona ninguna interpretación más allá de afirmar que "es obvio que Julio Cándido tuvo algo que ver con Aulo Mario Celso, cónsul sufecto en 69".

## Carrera política
El primer registro de Cándido es como miembro de los Hermanos Arvales, de los que pudo haber sido nombrado miembro en el año 72, o un poco más tarde, en el año 75, y aparece en cada ceremonia hasta el año 81. Desde su ausencia de las actividades de los hermanos Arvales a partir de enero y mayo del año 86, Syme especula que Cándido estuvo en compañía del emperador Domiciano durante sus campañas contra los cuados. Más tarde ese mismo año, en el nundinium de mayo - agosto, fue cónsul sufecto como colega de Sexto Octavio Frontón. Tres años después, en el año 89, Cándido fue nombrado gobernador de la importante provincia de Capadocia-Galacia y completó su mandato en el año 92. Más recientemente, Peter Weiß ha publicado un diploma militar en el que da fe del nombramiento de Cándido como gobernador de una provincia indeterminada, muy probablemente una de las Germanias o Moesias, en algún momento entre julio del año 96 y principios de enero del año 97. Más tarde fue nombrado cónsul por segunda vez en 105, esta vez como cónsul ordinario con Gayo Ancio Aulo Julio Cuadrato, quien también estaba ejerciendo un segundo consulado.
Cándido vivió muchos años después de su segundo consulado. Se le menciona como presente en el Acta Arvalia entre los años 110 y 111 y otra inscripción atestigua que era flamen de la Hermandad en el año 118.

## Familia
Según Syme, Cándido se casó con la hija de Lucio Julio Marino Cecilio Símplice cónsul sufecto en el año 101, y tuvieron al menos tres hijos juntos: 
- Tiberio Julio Cándido Cecilio Símplice, ingreso en los Hermanos Arvales en el año 105. Syme supone que murió antes de que pudiera llegar al consulado, pero le atribuye un hijo del mismo nombre, que fue gobernador de Acaya entre los años 136/137.

- Tiberio Julio Cándido Capitón, cónsul sufecto en el año 122.

- Tiberio Julio Cándido Celso, probablemente cónsul sufecto alrededor del año 131,[12] y atestiguado como gobernador proconsular de Asia entre los años 143/144.